# Fokker D.XVII
De Fokker D.XVII was een jager die werd gebouwd door Fokker, oorspronkelijk bedoeld voor gebruik in Nederlands-Indië door de ML-KNIL. Het prototype vloog in 1931. In 1932 zijn er tien besteld door de Luchtvaartafdeeling. Het eerste exemplaar daarvan werd in 1934 geleverd. Op 18 januari 1935 werd met dit type een nieuw hoogterecord gevestigd van 10180 m.
In 1940 was nog een zevental in gebruik als lesvliegtuig bij vliegschool Texel. Door het Commando Luchtverdediging werden deze onder andere ingezet als begeleidingsvliegtuig voor bombardementsvluchten van Fokker C-V's, onder meer bij Wageningen en de Grebbeberg.